# Stadio Juan Carmelo Zerillo
Lo Stadio Julio César Villagra (in spagnolo Estadio Juan Carmelo Zerillo) è uno stadio di La Plata, in Argentina. Ospita le partite casalinghe del Gimnasia La Plata.
Lo stadio è conosciuto anche con il soprannome di Estadio del Bosque, data la sua collocazione al centro del parco pubblico Paseo del Bosque, nella zona nordorientale della città di La Plata.

## Storia
II 22 marzo del 1923 iniziarono i lavori per lo stadio con le misure del campo, 118 metri di lunghezza per 74 metri di larghezza, e venne intitolato a Juan Carmelo Zerillo (1882-1950), presidente tra il 1929 a 1931, periodo nel quale il club si laureò campione nazionale.
Lo stadio aprì le porte il 26 aprile 1924 alla presenza del governatore della provincia di Buenos Aires, José Luis Cantilo. La prima partita fu giocata il 27 aprile contro l'Estudiantil Porteño, vinta dal Gimnasia La Plata per 3-0. La cerimonia inaugurale ufficiale ebbe luogo il giorno dell'anniversario della fondazione di La Plata, il 19 novembre, con un'amichevole contro il Peñarol.

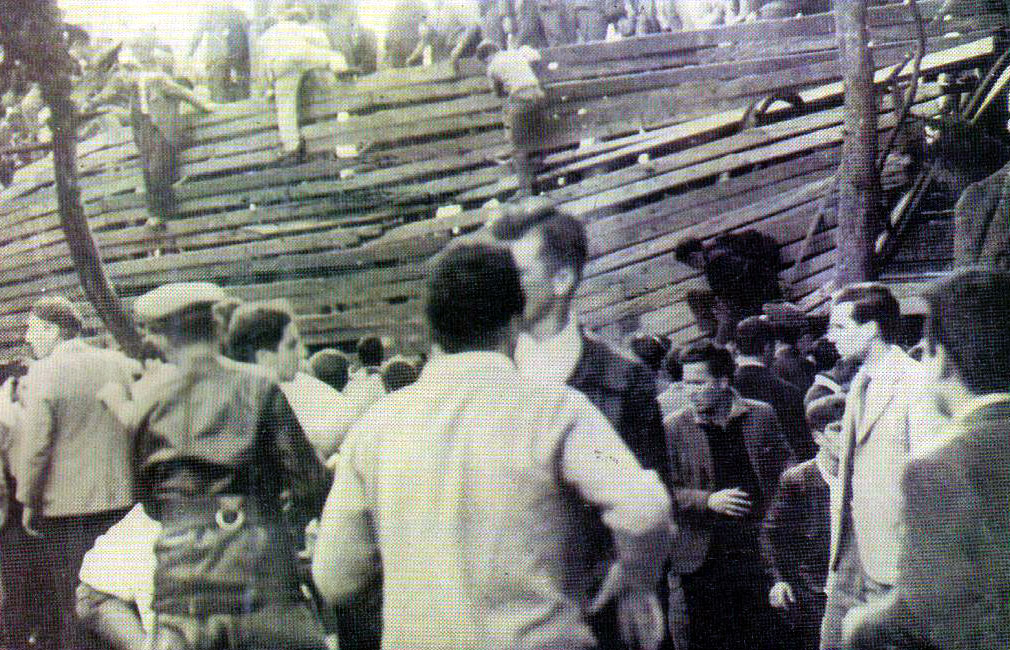
Immagine del crollo del 1959.

Durante un Clásico platense (il derby di La Plata, Estudiantes-Gimnasia) disputato nel 1959 una delle tribune crollò causando decine di feriti e la sospensione della partita.
Nel corso degli anni fu modificata la struttura dello stadio, ampliando la capacità dello stadio. Dopo le buone stagioni degli anni novanta e prima della costruzione dell'Estadio Ciudad de La Plata, l'allenatore Carlos Griguol chiese al presidente del club, Héctor Atilio Delmar, di ampliare lo stadio per poter rispondere ai requisiti richiesti dalla FIFA, che avevano stabilito che dal 2001 nessun club poteva avere uno stadio che includesse il legno tra i materiali di costruzione.
Dal 2006 lo stadio venne dichiarato non utilizzabile in tornei ufficiali dal Comité Provincial de Seguridad Deportiva (Co.Pro.Se.De.), un comitato creato nel 2002 per diminuire e combattere gli episodi di violenza durante gli eventi sportivi nella Provincia di Buenos Aires. L'allora presidente, Juan José Muñoz, decise di utilizzare l'Estadio Ciudad de La Plata per giocare le partite in casa.
L'attuale consiglio di amministrazione della società sta trattando con un'impresa straniera per modifiche allo stadio. Il 21 giugno 2008, il Gimnasia torna a giocare nello stadio in occasione della partita contro il Lanús.

## Juan Carmelo Zerillo

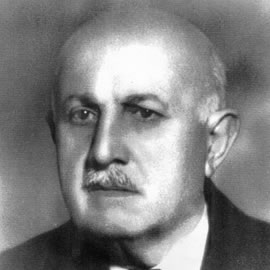
L'ex presidente Juan Carmelo Zerillo, 1929.

Juan Carmelo Zerillo è stato il 36º presidente del Gimnasia La Plata dal 1929, succedendo al Dr. Adolfo Rivarola, e terminò il suo incarico nel 1931, succeduto da Juan T. Erbiti. Sotto la presidenza di Zerillo la squadra fu campione d'Argentina nel 1929.